# Lieder-Quadrille
Die Lieder-Quadrille ist eine Quadrille von Johann Strauss Sohn (op. 275). Sie wurde am 11. Mai 1863 in Pawlowsk in Russland erstmals aufgeführt.